# Hynniewtrep National Liberation Council
Le Hynniewtrep National Liberation Council est un groupe armé indépendantiste indien. Issu d'une scission de 1992 du Hynniewtrep Achik Liberation Council, l'organisation revendique l'autonomie des Khasi du Meghalaya. Il est placé sur la liste officielle des organisations terroristes de l'Inde.
Débutant l'action violente vers 1997, l'organisation est interdite en 2000.